# از دوزخ برمی‌خیزم
| بررسی انتقادی | بررسی انتقادی |
| منبع          | رتبه‌بندی      |
| ------------- | ------------- |
| بلبرموث       | ۷/۱۰          |
| کلسیک راک     | [ ۵ ]         |
| کرنگ!         | ۴/۵           |
| Metal.de      | ۸/۱۰          |
| Metal Forces  | ۷/۱۰          |
| متال همر      | [ ۸ ]         |
| MetalSucks    | [ ۹ ]         |
| راک هارد      | ۸٫۵/۱۰        |
| رولینگ استون  | [ ۱۱ ]        |

از دوزخ برمی‌خیزم (انگلیسی: From Hell I Rise) نخستین آلبوم سولوی کری کینگ، گیتاریست گروه اسلیر، است که در ۱۷ مه ۲۰۲۴ از طریق رِینینگ فینیکس میوزیک منتشر شد. این اولین آلبوم کینگ پس از انحلال گروه اسلیر در سال ۲۰۱۹ است و شامل همکاری با مارک اوسگودا از دث آنجل به عنوان خواننده، فیل دمل، گیتاریست سابق ویولنس و مشین هد، کایل سندرز، بیسیست مشین هد، و پل بوستاف، درامر اسلیر و سابق تستمنت، فوربیدن و اکسدس است. صدا و سبک این آلبوم، مشابه با اسلیر توصیف شده است.
این آلبوم در جایگاه نخست رتبه‌بندی رولینگ استون از بهترین آلبوم‌های متال سال ۲۰۲۴ قرار گرفت.